# Good Boy Bad Boy
Good Boy, Bad Boy – indyjska komedia romantyczna z 2007 roku zrealizowana przez Ashwini Chaudhary. W rolach głównych Tusshar Kapoor i Emraan Hashmi. Akcja filmu rozgrywa się wśród studentów college’u prowadzonego przez Paresh Rawala.

## Obsada
- Tusshar Kapoor – Rajan P. Malhotra
- Emraan Hashmi – Raju P. Malhotra
- Isha Sharvani – Rashmi D. Awasthi
- Tanushree Dutta – Dinky Kapoor
- Paresh Rawal – szef college’u Diwan Chand Awasthi
- Sushmita Mukherjee – Prof. Bebo Chatterjee
- Kabir Sadanand – Willyboy
- Anang Desai – p. P.K. Malhotra
- Prabha Sinha – p. P.K. Malhotra
- Rakesh Bedi – p. Prem Malhotra
- Navni Parihar – p. Prem Malhotra
- Madhura Naik

## Muzyka i piosenki
Muzykę skomponował Himesh Reshammiya, nominowany za muzykę do filmów: Humraaz (2002), Dla ciebie wszystko (2003), Aksar (2006), Aashiq Banaya Aapne', autor muzyki do takich filmów jak Aitraaz, Dil Maange More, Vaada, Blackmail, Yakeen, Kyon Ki, Shaadi Se Pehle, Cicho sza!, Dil Diya Hai, Namastey London, Ahista Ahista, Shakalaka Boom Boom, Apne, Maine Pyaar Kyun Kiya?, Silsilay, 36 China Town, Humko Deewana Kar Gaye, Banaras – A Mystic Love Story, Fool and Final, Welcome i Karzzzz.
- Good Boy Bad Boy
- Meri Aawargi
- Aashiqana Aalam Hai
- Dard-E-Dil
- Good Boy Bad Boy – Remix
- Meri Aawargi – Remix
- Aashiqana Aalam Hai – Remix
- Dard-E-Dil – Remix